# Conservatoire royal de Liège
Le Conservatoire royal de Liège est l'un des quatre établissements d'enseignement supérieur de la musique en Communauté française de Belgique. Il dispense également une formation en art dramatique. École supérieure des arts (ESA) publique, son pouvoir organisateur est Wallonie-Bruxelles Enseignement.

## Historique
Le Conservatoire royal de Liège trouve son origine dans l'École royale de musique et de chant, fondée à Liège en 1826 et ouverte en 1827, devenue en 1830 le premier Conservatoire royal de musique de Belgique.
Témoin majeur de l'architecture du XIXe siècle à Liège, il a été conçu à partir de 1878 par Louis Boonen, fonctionnaire de la Ville, relayé ensuite par Laurent Demany (1827-1898). Il est inauguré le 30 avril 1887 après plus de cinquante années de réclamations auprès des autorités. Conçu dans un style éclectique en combinant les styles néo-Renaissance et néo-Louis XVI. Sa façade s'étire sur une largeur de 46 m et s'articule symétriquement autour d'un avant-corps central en saillie.
Le Conservatoire dispense une formation longue, de niveau supérieur non universitaire, en musique, sur son implantation rue Forgeur, et en art dramatique, sur son implantation quai Banning. Il dispose également d'une salle de concert entièrement rénovée, appelée Salle philharmonique, située au boulevard Piercot et d'une riche bibliothèque qui abrite, parmi ses ouvrages les plus rares, des œuvres de Thomas Babou et de Nicolas de Saint-Hubert.
Le Conservatoire abrite l'École supérieure d'acteurs cinéma théâtre (ESACT).

## Personnalités liées au Conservatoire

### Directeurs
- 1827-1862 : Louis Joseph Daussoigne-Méhul
- 1862-1871 : Étienne Soubre
- 1871-1872 : Félix-Étienne Ledent (directeur intérimaire à la suite du décès d'Étienne Soubre)
- 1872-1911 : Jean-Théodore Radoux
- 1911-1925 : Sylvain Dupuis
- 1925-1938 : François Rasse
- 1938-1963 : Fernand Quinet
- 1963-1976 : Sylvain Vouillemin
- 1976-1986 : Henri Pousseur
- 1986-2012 : Bernard Dekaise (1950-2013)
- 2006-2008 : François Thiry f.f.
- depuis 2010 : Nathanaël Harcq, directeur-adjoint, section du théâtre et des arts de la parole
- 2012-2014 : Steve Houben, directeur adjoint, responsable du domaine musique.
- depuis 2014 : Nathanaël Harcq, directeur général, responsable du domaine théâtre et des arts de la parole
- 2014-2019 : Stéphane De May, directeur de domaine, responsable du domaine musique
- 2020-2020 : Patrick Davin †, directeur du domaine musique
- 2021- : Kathleen Coessens, directrice du domaine musique

### Professeurs et collaborateurs
- Karen Aroutounian
- Bruno Bacq
- Maurice Barthélemy
- Patrick Baton
- Maria Baranovska
- Patrick Bebi
- Françoise Bloch
- Ève Bonfanti
- Marie-Luce Bonfanti
- Denis Bosse
- Bruno Boterf
- Guy Cabay
- Sylvain Creuzevault
- Jacques Delcuvellerie
- Christine Delmotte
- Jeanne Demessieux
- Pol Deranne
- Edouard Deru
- Benjamin Dieltjens
- Alberto Di Lena
- Richard Faymonville
- Jean Ferrard
- Michel Fourgon
- Pierre Cox
- Anne Froidebise
- Julien Ghyoros
- Isabelle Ghyselinx
- Gilles Gobert
- Olivier Gourmet
- René Hainaux
- Vincent Hepp, violoniste et altiste belge
- Steve Houben
- Alain-Guy Jacob
- Juliette Folville
- Henri Koch
- Henri-Emmanuel Koch (fils de Henri Koch)
- Philippe Koch (petit-fils de Henri Koch)
- Jérôme Lejeune
- Rosario Macaluso
- Jean-Marie Marchal
- Armand Marsick
- Nathalie Mauger
- Nicolas Meeùs
- Georges-Élie Octors
- Francis Orval
- Thomas Ostermeier
- Désiré Pâque
- Olivier Parfondry
- Alain Pire
- Richard Pieta
- Françoise Ponthier
- Jean-Marie Rens
- Thomas Richards
- Raven Ruëll
- Frederic Rzewski
- Céline Scheen
- Hubert Schoonbroodt
- Mathias Simons
- Nicole Shirer
- François Thiry
- César Thomson
- Isabelle Urbain
- José van Dam
- Caroline Van Gastel (nl)
- Jean-Michel Van den Eeden
- Frédéric van Rossum
- Pietro Varrasso
- Jos Verbist
- Boyan Vodenitcharov
- Jacqueline Wankenne
- Pierre-Henri Xuereb

### Élèves
- Georges Antoine
- Bruno Bacq
- Luc Baiwir
- Jean-Michel Balthazar
- Philippe Boesmans
- Adélard Joseph Boucher
- François Boucher
- Patrick Brüll
- Valère Brunon
- Godefroid Camauër
- Marie Cantagrill
- Fabrizio Cassol
- Christian Crahay
- Jean-Luc Couchard
- Patrick Davin
- Jean-Marc Delhausse
- Philippe Derlet
- Gaston Dethier
- Berthe di Vito-Delvaux
- Camille Everardi
- Bernard Foccroulle
- César Franck
- Vincent Goffin
- Daniel Hakier
- Fanny Heldy
- Murielle Hobe
- Frantz Jehin-Prume
- Sophie Karthäuser
- Emanuel Koch
- Philippe Koch
- Laurence Koch (fille de Philippe Koch)
- Pierre Kolp
- Marc Laho
- Claude Ledoux
- Josiane Lennertz
- Manu Louis
- Rosario Macaluso
- Alfred Mahy
- Alec Mansion
- Alexandra Marotta
- Fabrice Murgia
- Francis Orval
- Françoise Palizeul
- Philippe Peters
- Armand Richelet
- José Rodriguès
- Jean Rogister
- Adolphe Samuel
- Catherine Struys
- Pierre Thimus
- Jacques Ubaghs
- Marie-Laure Vrancken
- Victor Vreuls
- Eugène Ysaÿe
- Théo Ysaÿe
- André Rieu
- Sonny Lamson

## Production
En 2006, en collaboration avec la province de Liège, le Conservatoire royal de Liège sort un CD de 13 titres de quelques réalisations des classes, aussi bien de composition que de chant, de musique de chambre ou d'orchestre. On y trouve entre autres Manuel de Falla, Maurice Ravel, Puccini, mais également du Rock de chambre (atelier du conservatoire) ou Astor Piazzolla et Giacinto Scelsi...

## Tournages
Le conservatoire a servi de scène à quelques films : 
- 2012 : Des gens qui s'embrassent de Danièle Thompson[5]
- 2012 : Belle du Seigneur de Glenio Bonder[6]